# Terter (město)
Terter (ázerbájdžánsky Tərtər) je okresní město v Ázerbájdžánu. Nachází se 332 km západně od Baku. V roce 2019 zde žilo 19 900 obyvatel.

## Geografie
Terter se nachází v západní části Kuro-Aracké nížiny. Město má mírné horké a polopouštní suché stepní klima se suchými zimami. Průměrná teplota je 11,2 °C v roce. Nejvyšší naměřená teplota byla 42 °C.
Městem protéká řeky Terter a Indža, v jižní části města teče Chačinčaj.

## Historie
Ve středověku byla osada Terter menším obchodním centrem na cestě spojující Západ a Východ. Přes osadu projíždělo mnoho poslů s dopisy a listinami. V té době se osada také nazývala Čaparchana. V arabštině byla osada označována jako Sor-sor.
V 19. století se obyvatelé osady zabývali zemědělstvím, chovem dobytka a obchodem. V roce 1804 se osada stala součástí Ruské říše.
V roce 1903 byla v domě Hadždži Ibrahima otevřena první nemocnice, o dva roky později zde také vznikla první lékárna. V roce 1911 byla v osadě otevřena první škola.
V letech 1914 až 1916 byl postaven přes řeku Terter postaven z příkazu ruské vlády postaven první velký most pojmenovaný Kukuška (Kukačka). Tento strategický most byl prodloužením silnice z Baku do Jevlachu. Silnice i most byly uzavřeny ve 30. letech 20. století. V současnosti jsou zbytky mostu zachovány jako kamenné sloupy a jsou důležitou městskou historickou památkou.
Od roku 1947 do roku 1949 měl Terter statut osady městského typu, která byla v roce 1949 povýšena na město a přejmenována na Mir Bašír, na počest ázerbájdžánského komunistického politika Mir Bašíra Kasumova, který v roce 1949 zemřel. Dne 7. února 1991 byl městu vrácen historický název Terter.
V roce 1994 během první karabašské války zahájily arménské ozbrojené síly rozsáhlý útok na město. Ázerbájdžán dokázal město udržet, ale v důsledku války byly Terter jen pár kilometrů od linie dotyku ázerbájdžánsko-arménských voj, proto byl i po uzavření příměří neustále pod palbou Arménů.
Dne 27. září 2020 začala druhá karabašská válka mezi ozbrojenými silami Ázerbájdžánu na jedné straně a ozbrojenými formacemi separatistického Arcachu a Arménie na straně druhé. Dne 30. září byl také ostřelován Terter. Do 3. října 2020 bylo na město vypáleno přes dva tisíce dělostřeleckých granátů. Terter byl jedním z nejvíce ostřelovaných ázerbájdžánských měst.

## Populace

### Historické složení obyvatelstva
Podle prvního všeobecného sčítání lidu z roku 1897 žilo v Terteru 752 obyvatel, národnostní složení bylo následující:
- Ázerbájdžánci - 508 (67,55 %)
- Arméni - 120 (15,96 %)
- Rusové - 65 (8,64 %)
- Peršané - 46 (6,12 %)
- Avaři - 6 (0,8 %)
- Němci - 2 (0,27 %)
- Gruzíni - 1 (0,13 %)
- ostatní - 6 (0,53 %)

### Vývoj počtu obyvatel
Vývoj počtu obyvatel Terteru